# Bulbophyllum phaeoneuron
Bulbophyllum phaeoneuron é uma espécie de orquídea (família Orchidaceae) pertencente ao gênero Bulbophyllum. Foi descrita por Schltr. em 1911.